# Corzé
Corzé település Franciaországban, Maine-et-Loire megyében. Lakosainak száma 1982 fő (2022. január 1.). Corzé Marcé, Montreuil-sur-Loir, Sarrigné, Seiches-sur-le-Loir, Rives-du-Loir-en-Anjou, Loire-Authion és Jarzé Villages községekkel határos.

## Népesség
A település népességének változása:
| Lakosok száma | 1158 | 1265 | 1365 | 1581 | 1718 | 1796 | 1841 | 1886 | 1907 | 1982 |
|               | 1968 | 1982 | 1990 | 2006 | 2013 | 2015 | 2017 | 2019 | 2020 | 2022 |